# Литл-Саунд (Бермуды)
Литл-Саунд (англ. Little Sound) — лагуна на западе цепи Бермудских островов.
Литл-Саунд находится на юге гавани Грейт-Саунд и отделена от неё двумя полуостровами (ранее — островами). В лагуне есть множество островов. Восточная часть лагуны мелкая и имеет плоское дно. По краям дно песчаное, в центральной части илистое.
Лагуна отделена от Атлантического океана узкой полосой земли, относящейся к округу Саутгемптон. Там находится наивысшая точка островов, на которой стоит маяк Гиббс-Хилл.
В южной части Литл-Саунд расположены хорошие якорные стоянки.
Лагуну использовали части ВМС Великобритании и США. Она являлась альтернативной якорной стоянкой, которую при необходимости использовали вместо расположенного севернее Грасси-Бэй.